# Trattato delle sensazioni
Il Trattato delle sensazioni è un'opera dell'abate e filosofo francese Étienne Bonnot de Condillac, pubblicata nel 1754 a Londra e Parigi. 
Questo trattato viene spesso presentato come l'opera principale di Condillac e come tale ebbe un'importanza fondamentale nella costruzione e nella diffusione del sensismo e dell'empirismo in Europa .

## Struttura dell'opera
Il Trattato delle sensazioni è composto da quattro parti:
- La prima parte riguarda i sensi che, per Condillac, non "giudicano"da soli gli oggetti esterni, vale a dire: l'olfatto,l'udito, il gusto,la vista.

- La seconda parte riguarda il tatto, ovvero l'unico senso che giudica gli oggetti esterni da solo.

- La terza parte cerca di dimostrare come il tatto insegni agli altri sensi a giudicare gli oggetti esterni.

- La quarta parte analizza i bisogni, le azioni (chiamate "industria" nel XVIII secolo) e le idee di un essere umano isolato, che gode di tutti i suoi sensi.

## Fortuna del Trattato
La pubblicazione del Trattato delle sensazioni ha ulteriormente consolidato la reputazione di Condillac tra i pensatori del suo tempo, facendolo uno degli esponenti di spicco del sensismo.
Questo trattato deve essere collocato nel contesto delle conoscenze medico-fisiologiche e dello sviluppo filosofico della seconda metà del XVIII secolo.